# La collera del vento
La collera del vento è un film del 1970 diretto da Mario Camus. 
Film drammatico girato e ambientato in Spagna con protagonisti Terence Hill, nel ruolo di Marcos, e Maria Grazia Buccella nel ruolo di Soledad.

## Trama
Andalusia. Don Antonio, un ricco proprietario terriero intenzionato a uccidere i capi di una rivolta, ingaggia Marcos e Jacobo, due sicari che si considerano fratelli fin dall'infanzia passata in orfanotrofio. Per non dare nell'occhio i due arrivano divisi in paese e Marcos alloggia in una locanda gestita da Soledad, una donna che parteggia per le lotte dei contadini e che da bambina è stata costretta a diventare l'amante di Don Antonio.
Mentre Jacopo uccide uno dei capi della rivolta, Marcos, scambiato per un rivoluzionario e innamoratosi della locandiera, viene colto da una crisi di coscienza e decide di schierarsi con i contadini. Organizza uno sciopero generale ma i proprietari non accettano trattative, salvo Don Lucas che accoglie le richieste dei contadini e viene condannato a morte da Don Antonio. Manda Jacopo a ucciderlo e poi tenta di fare sopprimere anche lui per non lasciare prove della sua responsabilità. Il sicario sfugge all'agguato degli uomini di Don Antonio ma resta gravemente ferito. Raggiunge Marcos e prima di morire gli racconta l'inganno di cui è stato vittima. Per vendicarlo Marcos distrugge i raccolti di Don Antonio, uccide entrambi i suoi figli e poi se ne va con il primo treno. Ma non fa molta strada, perché viene raggiunto da due nuovi sicari assoldati dal vecchio proprietario ed ucciso.

## Produzione
La pellicola venne girata interamente in Spagna, in Andalusia, tra Almonte, Niebla e Siviglia.

## Distribuzione
Il film venne distribuito nelle sale cinematografiche italiane il 4 dicembre 1970, mentre in quelle spagnole dal 23 marzo 1971. Venne distribuito anche negli Stati Uniti con i titoli The Wind's Fierce e Trinity Sees Red, o addirittura in un box DVD insieme ai due film della serie di Trinità, come The Revenge of Trinity, ma in versione ridotta a 93 minuti. Dal 1991 circola in TV una versione ridotta di 83 minuti, voluta dalla Cecchi Gori Group, ed edita anche in DVD dalla CG Entertainment. L'unica versione integrale è stata trasmessa dalla Rai in qualche raro passaggio televisivo.